# 春日井市立東高森台小学校
春日井市立東高森台小学校（かすがいしりつ ひがしたかもりだいしょうがっこう）は、愛知県春日井市高森台にある公立小学校。

## 概要
- 石尾台4丁目、高森台5-7丁目、廻間町の一部、細野町が校区であり、公立中学校の進学先は春日井市立高森台中学校である[1]。
- 校地は高蔵寺ニュータウンの北東部に位置する。校区のうち石尾台と高森台が高蔵寺ニュータウンに該当する。

## 沿革
- 1980年（昭和55年）
  - 4月1日 - 春日井市立高森台小学校、春日井市立玉川小学校から分離し、開校。
  - 6月 - プールが完成する。
- 1982年（昭和57年） - 体育館が完成する。
- 1983年（昭和58年） - 南館が完成する。

## 交通アクセス
- 名鉄バス高蔵寺ニュータウン線【80系統】「石尾台」バス停より徒歩約5分。
- サンマルシェ循環バス石尾台ルート「高森台中学校」バス停より徒歩約2分。
- かすがいシティバス東環状線「高森台」バス停より徒歩約12分。

## 周辺施設
- 愛知県立高蔵寺高等学校
- 春日井市立高森台中学校
- 春日井市立石尾台中学校
- 春日井市立高森台小学校
- 春日井市立石尾台小学校
- 春日井市立中央台小学校
- ひかり第一幼稚園
- 高森山公園
- 春日井市少年自然の家